# (466632) 2014 WZ19
(466632) 2014 WZ19 es un asteroide perteneciente al cinturón de asteroides, descubierto el 9 de septiembre de 2007 por el equipo Spacewatch desde el Observatorio Nacional de Kitt Peak (Arizona, Estados Unidos).